# Ардзинба Владислав Григорович
Владисла́в Григо́рович А́рдзинба (абх. Владислав Григори-иҧа Арӡынба; 14 травня 1945, село Ешера, Абхазької АРСР — 4 березня 2010, Москва) — абхазький державний і політичний діяч, відомий радянський історик-сходознавець, один з найбільших радянських хеттологів (до 1990), з 1990 по 2005 роки очолював невизнану Республіку Абхазія.

## Біографія

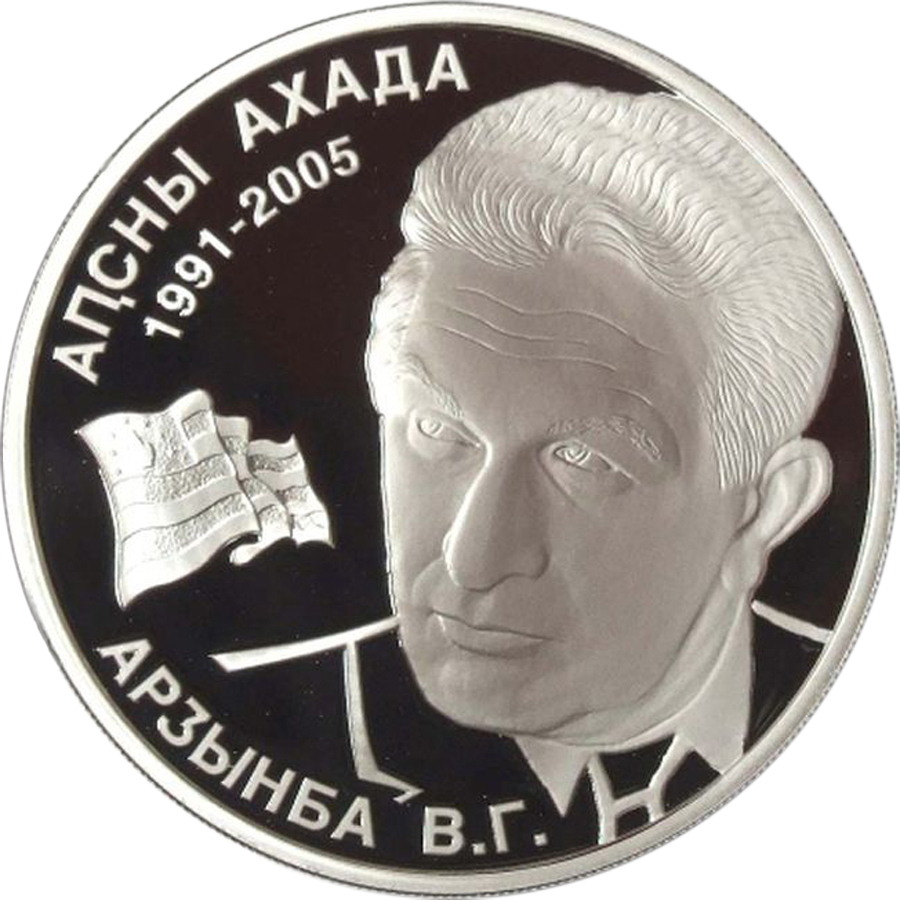
Зворотна сторона пам'ятної монети в 10 апсарів 2008 року на честь Владислава Ардзинби

Народився в селі Ешера (недалеко від Сухумі). Батько — директор школи, викладач історії, мати — вчителька.
У 1966 закінчив історичний факультет державного педагогічного інституту Сухумі ім. А. М. Горького.
З 1969 по 1987 жив у Москві, працював в Інституті сходознавства АН СРСР, де захистив дисертацію на здобуття вченої ступеня кандидата історичних наук «Хатські витоки соціальної організації давньохеттського суспільства. Функції посадовців з титулами хаттського походження». Дисертацію на здобуття вченого ступеня доктора історичних наук «Ритуали і міфи древньої Анатолії» захистив в Тбіліському державному університеті у 1985.
У 1987 повернувся в Сухумі й очолив Абхазький інститут мови, літератури та історії імені Д. Й. Гуліа.
З 1989 по 1991 — народний депутат СРСР, член Ради Національностей Верховної Ради СРСР.
У 1990 році обраний головою Верховної Ради Абхазії, в 1994 — президентом Абхазії.
У 1999 році переобраний президентом Абхазії на новий термін. У зв'язку з важкою хворобою був вимушений залишити свій пост в 2004. Відхід Ардзинби з політичної арени республіки і проведені у зв'язку з цим президентські вибори, привели до затяжної політичної кризи.
Дружина Владислава Ардзинби Світлани Джергенія — випускниця історико-англійського відділення Орджонікідзевського (Владикавказького) державного університету, фахівець з Османської імперії XIX століття. Дочка Мадина — випускниця історичного факультету МДУ.
4 березня 2010 Владислав Ардзинба помер в Центральній клінічній лікарні Москви, куди був доставлений з Сухумі 26 лютого у важкому стані.

## Нагороди
- Герой Абхазії
- Орден «Честь і слава» I ступеню
- Орден Шани (Південна Осетія)

## Цікаві факти
За збігом обставин, Владислав Ардзинба пішов з життя в день народження наступного президента Абхазії, а отже, і свого наступника Сергія Багапша.